# Okolica sutkowa (klatka piersiowa)
Okolica sutkowa (łac. regio mammaria) – w anatomii człowieka, parzysta okolica klatki piersiowej.
Okolica sutkowa ma kształt nieregularny, czworoboczny. Każda graniczy z sześcioma innymi okolicami klatki piersiowej: przyśrodkowo od góry, punktowo – z okolicą obojczykową; przyśrodkowo, ku dołowi – z nieparzystą okolicą mostkową; dołem, półkoliście do boku – z okolicą podsutkową; dołem, bocznie – z okolicą boczną klatki piersiowej; bocznie ku górze – z okolicą pachową; od góry – z okolicą podobojczykową.
W obrębie każdej okolicy sutkowej przebiegają pionowe linie orientacyjne: na granicy przyśrodkowej – linia mostkowa, i kolejne bocznie od niej – linia przymostkowa, linia sutkowa (środkowoobojczykowa) i, na granicy bocznej, linia pachowa przednia.